# ريتشارد د. كريغتون
ريتشارد د. كريغتون (بالإنجليزية: Richard D. Creighton)‏ هو ضابط أمريكي، ولد في 1924 في لوس أنجلوس في الولايات المتحدة، وتوفي في 1988.